# Ribiška vrvica
Ribiška vrvica, med slovenskimi ribiči pogovorno laks, je del ribiškega pribora, ki ga potrebuje ribič za lov s trnkom in podobnimi pripravami. Na ribiško vrvico je lahko navezana svinčena utež, plovec, ost, panola, muha, umetne plastične vabe, »peškafonde«, itd.
Tehnike ribolova z ribiško vrvico pogosto vključujejo tudi uporabo ribiške palice in vrtečega kolesca, na katerega je vrvica navita. Vrvica je lahko raznobarvna, vendar po večini prevladujejo prosojne barve, ki v vodi ne izstopajo in tako ne plašijo rib. 